# 目崎茂和
目崎茂和（日语：／ Mezaki Shigekazu，1945年12月20日—2024年10月15日）是一名日本地理學家，三重大學名譽教授。

## 生平
目崎出生於新潟縣小千谷市，成長於東京都台東區淺草。畢業於東京都立白鷗高等學校，1969年畢業於東京教育大學地學科，1975年自該大學地理學研究所退學，1976年以「關於北阿武隈山地各河川河道形狀的研究」獲得理學博士學位。1975年起擔任琉球大學教養部講師、副教授，1986年轉任三重大學人文學部副教授、教授，2000年被授予三重大學名譽教授，並於南山大學綜合政策學部擔任教授。
他也是珊瑚礁研究的先驅。
2024年10月15日，他因心臟衰竭去世，享年78歲。逝世當日，他被追授從四位勳位，並追贈瑞寶中綬章。

## 著作
- 沖繩出版 1988
- 小橋川共男写真，高文研 1989
- 東京書籍 1998
-  淡交社 2002
- 旺文社 2005
- 東京書籍 2010

### 共編著、監修
- 木崎甲子郎共編著 築地書館 1984
- 新崎盛暉、仲地哲夫、村上有慶、梅田正己共著 高文研 1992
-  横濱康繼共著 草土文化 1993
- 監修. 東京書籍 2001
- 大城將保共著 高文研 2006
- 梅田正己、松元剛共著 高文研 2013
-  (爽BOOKS) 編著 風媒社 2016